# 賈加納特布爾烏帕齊拉
賈加納特布爾乌帕齐拉是孟加拉国蘇納姆甘傑縣的一个乌帕齐拉，位於錫爾赫特专区的蘇納姆甘傑縣。

## 人口
據1991年孟加拉國人口普查，賈加納特布爾共有戶數28546戶，人口188139人。其中男性佔比51.13%，女性佔比48.87%；成年人口95,285人。該地7歲以上人口之平均識字率為27.9%，低於全國平均值（32.4%）。